# Takkeladsvej
Takkeladsvej er en vej på Nyholm i København, som har fået sit navn efter de magasinbygninger, som Flåden brugte til opbevaring af takkelage – master, ræer og tovværk til skibene. Navnet findes også på Holmen i Takkelloftvej. Gaden går mellem Henrik Spans Vej og Spanteloftvej.

## Historie og bygninger

### Vestre Takkelagehus
Ved Takkeladsvej ligger én af Holmens ældste bevarede bygninger, Vestre Takkelagehus. Det blev opført omkring 1729 og tegnet af Johan Conrad Ernst. Bygningen blev i midten af 1850’erne gennemskåret af Holmens interne jernbane og er derfor delt i to. Vestre Takkelagehus er fredet.

### Haarbankerboden
Vinkelret på Vestre Takkelagehus ligger Haarbankerboden. Denne bygning blev brugt til at tjære tovværk til skibene og var en vigtig del af vedligeholdelsen af Flådens udrustning.

### Østre Takkelagehus
Det østre takkelagehus ligger på Spanteloftvej og blev brugt til samme formål som det vestre takkeladshus.